# Thelma i Louise
Thelma i Louise (engl. Thelma & Louise, 1991.), film ceste američkog redatelja Ridleya Scotta, sa Susan Sarandon i Geenom Davis u glavnim ulogama. Ostvario je šest nominacija za filmsku nagradu Oscar; Sarandon i Davis obje su nominirane za najbolju glavnu žensku ulogu. Oscara je osvojio za najbolji scenarij, autorice Callie Khouri.
Priča sa snažnom ženskom porukom prati odlazak dviju prijateljica na izlet automobilom, no put se neočekivano pretvara u bijeg pred policijom i simbolični put prema osobnoj slobodi. Harvey Keitel je suosjećajni detektiv koji ih nastoji uhvatiti. U filmu su igrali i Michael Madsen te Brad Pitt kojem je uloga mladog lopova J.D.-ja bila jedna od prvih značajnijih na filmu. Thelma Dickinson (Geena Davis) je mlada kućanica u braku s Darrylom, prodavačem tepiha koji je emotivno zlostavlja. Louise Sawyer je konobarica oštra jezika, zaposlena u zalogajnici. U vezi je s glazbenikom Jimmyjem (Michael Madsen) koji je većinu vremena na putu. Automobilom kreću na vikend-odmor u ribarsku kolibu u planinama, tražeći odmor od turobne svakodnevnice koju žive u Arkansasu na američkom Jugu. Putem staju u baru uz cestu, gdje Thelma upoznaje Harlana (Timothy Carhart) i pleše s njim. Harlan je kasnije pokuša silovati na parkiralištu, no dolazi Louise i zaprijeti mu oružjem. Harlan ih na odlasku vrijeđa te ga Louise u napadu bijesa doista ustrijeli i ubije. Prestravljena Thelma je odvodi do automobila te bježe s mjesta događaja, što oblikuje daljnji tijek radnje i vodi k dojmljivom završetku.
Film su pozitivno primile publika i kritika te je utjecao na niz drugih filmova i umjetničkih ostvarenja. Američka Kongresna knjižnica ga je 2016. pohranila u Nacionalni filmski registar, kako bi ostao trajno sačuvan zbog kulturnog, povijesnog i estetskog značaja.